# (74498) 1999 CM138
(74498) 1999 CM138 – planetoida z pasa głównego asteroid okrążająca Słońce w ciągu 4,52 lat w średniej odległości 2,73 j.a. Odkryta 7 lutego 1999 roku.